# Пројекат Ем-Кеј ултра
Пројекат Ем-Кеј ултра је био нелегални тајни програм експериментисања над људима који је осмислила и предузела америчка Централна обавештајна агенција (Ција) и имао је за циљ да развије процедуре и идентификује лекове који би се могли користити током испитивања са циљем да се особе ментално ослабе и лакше изнуди признање испирањем мозга и психолошким мучењем. Програм је започет 1953. године, а према доступним извештајима званично је прекинут 1973. године. Програм МКУлтра се састојао од бројних техника манипулације менталним стањем и можданим функцијама својих субјеката, као што је тајно давање високих доза психоактивних лекова (посебно ЛСД-а) и других хемикалија без пристанка испитаника, електрошокови, хипноза, чулно лишавање, изолација, вербално и сексуално злостављање и други облици мучења.
Пројекту МКУлтра је претходио пројекат АРТИЧОКА. Организован је преко Канцеларије за научну обавештајну службу ЦИА-е и координиран са лабораторијама за биолошко ратовање Војске Сједињених Држава. Програм се бавио нелегалним активностима, укључујући коришћење америчких и канадских држављана као несвесних испитаника.  Опсег МКУлтре је био широк, са активностима спроведеним под плаштом истраживања у више од 80 институција осим војске, укључујући факултете и универзитете, болнице, затворе и фармацеутске компаније. ЦИА је радила користећи прикривене организације, иако су неки највиши званичници у овим институцијама били свесни ЦИА-ине умешаности.
МКУлтра је обелодање у јавности 1975. године од стране Црквеног комитета Конгреса Сједињених Држава и Комисије председника Сједињених Држава Џералда Форда о активностима ЦИА у Сједињеним Државама (тзв. Рокфелерова комисија). Истражни напори били су ометени наредбом директора ЦИА Ричарда Хелмса да се сви досијеи МКУлтра униште 1973. године; истраге Црквеног комитета и Рокфелерове комисије ослањале су се на сведочење директних учесника под заклетвом и на мали број докумената који су преживели Хелмсову наредбу. Године 1977. захтев Закона о слободи информација открио је гомилу од око 20.000 докумената који се односе на МКУлтра, што је довело до саслушања у Сенату. Неке сачуване информације о МКУлтри декласификоване су тек 2001. године.

## Експерименти на Американцима
Документи ЦИА-е сугеришу да су истраживали „хемијске, биолошке и радиолошке“ методе контроле ума као део МКУлтре. Процена је да је потрошено више од 10 милиона долара, тј. око 87,5 милиона долара данашњих прилагођено инфлацији. 

### ЛСД
Рани ЦИА-ни напори су били фокусирани на ЛСД-25, који је касније постао доминантан у многим МКУлтриним програмима. ЦИА је желела да зна да ли могу да изнуде совјетске шпијуне да пребегну против њихове воље и да ли Совјети могу да учине исто са ЦИА-иним оперативцима.
На позив дипломираног студента психологије са Станфорда Вика Ловела, познаника Ричарда Алперта и Алена Гинсберга, Кен Кези се добровољно пријавио да учествује у, како се испоставило, студији коју је финансирала ЦИА под окриљем МКУлтре, у  Болница ветерана уМенло Парку где је радио као ноћни помоћник. Пројекат је проучавао ефекте психоактивних дрога, посебно ЛСД-а, псилоцибина, мескалина, кокаина, АМТ-а и ДМТ-а над људима.

### Други наркотици
Још једна проучавана техника била је интравенска примена барбитурата у једну и амфетамина у другу руку. Испитанику су прво пуштани барбитурати, а чим је особа почињала да се успављује, пуштани су амфетамини. Други експерименти су укључивали хероин, морфијум, темазепам (користи се под кодним именом МКСЕАРЧ), мескалин, псилоцибин, скополамин, алкохол и натријум пентотал.

### Хипноза
Објављени документи МКУлтра показују да су проучаване и технике хипнозе током раних 1950-их година. Циљеви експеримената укључивали су стварање „хипнотички изазване анксиозности“, „хипнотички повећање способности учења и памћења сложених писаних материја“, проучавање хипнозе и полиграфских испитивања, „хипнотички повећање способности за посматрање и присећање сложених распореда физичких објеката“ и проучавање „односа личности на подложност хипнози“. Спроведени су експерименте са хипнозом изазваном лековима и са антероградном и ретроградном амнезијом док су били под утицајем различитих наркотика.

## Експерименти на Канађанима
ЦИА је извезла експерименте у Канаду када је регрутовала шкотског психијатра Доналда Јуана Камерона, творца концепта „психичке вожње“, који је ЦИА сматрала занимљивим за проучавање. Камерон се надао да ће успети да исправи шизофренију брисањем постојећих сећања и репрограмирањем психе. Путовао је из Олбанија, Њујорк у Монтреал сваке недеље да би радио на Алан меморијал институт на Универзитету Макгил, и био је плаћен 69.000 долара од 1957. до 1964. године (579.480 долара 2023. године, прилагођено инфлацији) да тамо изводи тзв. Монтреалске експерименте. Камерон није знао да новац долази од ЦИА-е.:141–142 

## Тајни логори
У областима под америчком контролом раних 1950-их година у Европи и источној Азији, углавном у Јапану, Немачкој и Филипинима, ЦИА је организовала тајне логоре за притвор и испитивање заробљеника како би САД могле да избегну кривично гоњење. ЦИА је заробљавала људе за које су сумњали да су непријатељски агенти и друге људе за које су сматрали да су „потрошни”, а све са циљем примене разних врста мучења и експериментисања над људима. Затвореници су испитивани док су им давани психоактивни лекови, електрошокови и излагани су екстремним температурама, сензорној изолацији и сличном како би ЦИА боље разумела како уништавати и контролисати људске умове.

## Преминуле особе
Пошто је већина забелешки о пројекту намерно уништена од стране ЦИА-е, њено непоштовање протокола информисаног пристанка са хиљадама учесника, неконтролисану природу експеримената и недостатак накнадних података, пуни утицај МКУлтра експеримената, укључујући смрт, можда никада неће бити познат.    

## Значајни људи

### Забележени експериментатори
- Харолд Александар Абрамсон
- Доналд Јуан Камерон
- Сидни Готлиб
- Харис Избел [20]
- Мартин Теодор Орн
- Луис Џолион Вест
- Џорџ Хантер Вајт[38]

### Наводни експериментатори
- Џим Џонс[39]

### Забележени испитаници
- Амерички песник Ален Гинсберг је први пут узео ЛСД у експерименту у кампусу Универзитета Стенфорд где је могао да слуша плоче по свом избору (изабрао је читање Гертруде Стајн, тибетанску мандалу и Ричарда Вагнера). Рекао је да је то искуство довело до „благе параноје која је висила на свим мојим искуствима са киселином средином 1960-их све док нисам научио из медитације како да то распршим“. [40] Постао је отворени заговорник психоделика 1960-их и, након што је чуо сумње да је експеримент финансирала ЦИА, написао је: „Јесам ли ја, Ален Гинсберг, производ једног од жалосних, непромишљених или тријумфално успешних експеримената ЦИА-е у контрола ума?" [41]
- Кен Кизи, аутор књиге Лет изнад кукавичјег гнезда, рекао је да се добровољно пријавио за експерименте МКУлтра који су укључивали ЛСД и друге психоделичне дроге у болници за ветеране у Менло Парку док је био студент на оближњем Универзитету Станфорд. Кесијева искуства док је био под утицајем ЛСД-а инспирисала су га да промовише дрогу ван контекста експеримената МКУлтра, што је утицало на рани развој хипи културе. [42] [43]
- Роберт Хантер је био амерички текстописац, кантаутор, преводилац и песник, најпознатији по свом дружењу са Џеријем Гарсијом и Грејтфул Дед. Заједно са Кеном Кесијем, за Хантера је речено да је био рани волонтер МКУлтра тест субјект на Универзитету Станфорд. Испитаници са Станфорда су плаћени да узимају ЛСД, псилоцибин и мескалин, а затим извештавају о својим искуствима.

### Наводни испитаници
- Бостонски мафијаш Џејмс „Вајти“ Булџер је тврдио да је био подвргнут недељним ињекцијама ЛСД-а и накнадном тестирању док је био у затвору у Атланти 1957. [44] [45]
- Тед Качињски, амерички домаћи терориста познат као Унабомбер, рекао је да је био предмет добровољне психолошке студије за коју неки извори тврде да је био део МКУлтре. [46]  [47] [48] Као студент друге године на Харварду, Качињски је учествовао у студији коју је аутор Алстон Чејс описао као „намерно брутализирајући психолошки експеримент“, коју је водио психолог са Харварда Хенри Мареј.[49] Качињски је укупно провео 200 сати у оквиру студије. [50]
- Лоренс Титер, адвокат Сирхана Сирхана, веровао је да је Сирхан „функционисао под МК-УЛТРА техникама контроле ума“ када је убио Роберта Ф. Кенедија.[51]
- Чарлса Менсона је писац Том О'Нил повезао са МКУЛТРОМ, почевши од његовог боравка у затвору, када је Менсон учествовао у психолошким експериментима изазваним дрогама које је водила савезна влада.[52] Ово се наставило кроз његову сталну везу са ЦИА-ином бесплатном медицинском клиником у Сан Франциску када је изашао из затвора 1967. године.